# Еремеев, Сергей Александрович
Сергей Александрович Еремеев (род. 29 октября 1972) — белорусский футболист, полузащитник.

## Биография
Начал выступать на взрослом уровне незадолго до распада СССР в витебском СКБ, игравшем в чемпионате Белорусской ССР среди КФК. С 1992 года со своим клубом, переименованным в «Локомотив», выступал в высшей лиге Беларуси и за следующие четыре года провёл более 100 матчей в чемпионате. По итогам сезона 1994/95 клуб вылетел из высшей лиги и в осеннем сезоне 1995 года играл в первой лиге.
С 1996 года футболист выступал в высшей лиге за другой витебский клуб «Локомотив-96» (экс-«Двина»). В 1997 году вместе с командой стал бронзовым призёром чемпионата страны, в 1998 году — обладателем Кубка Беларуси (в финале не играл). Принимал участие в играх еврокубков. В 2002 году витебский клуб шёл в числе аутсайдеров и в итоге вылетел из высшей лиги, а Еремеев летом 2002 года перешёл в «Нафтан» (Новополоцк), с которым стал серебряным призёром первой лиги в том же сезоне и следующие полтора года провёл в том же клубе в высшей лиге. Летом 2004 года вернулся в витебский клуб, с которым в очередной раз занял место в зоне вылета высшей лиги.
В последних сезонах в профессиональной карьере играл за клуб «Орша-Белавтосервис», по итогам сезона 2005 года вылетел из первой лиги во вторую.
По состоянию на 2013 год играл в команде «Витинструмент» на чемпионате города.
Всего в высшей лиге Беларуси сыграл 302 матча и забил 23 гола, большую часть из них — за клубы Витебска.

## Достижения
- Обладатель Кубка Беларуси: 1997/98
- Бронзовый призёр чемпионата Беларуси: 1997
- Серебряный призёр первой лиги Беларуси: 2002